# Pittsburgh toilet
 (janvier 2022).

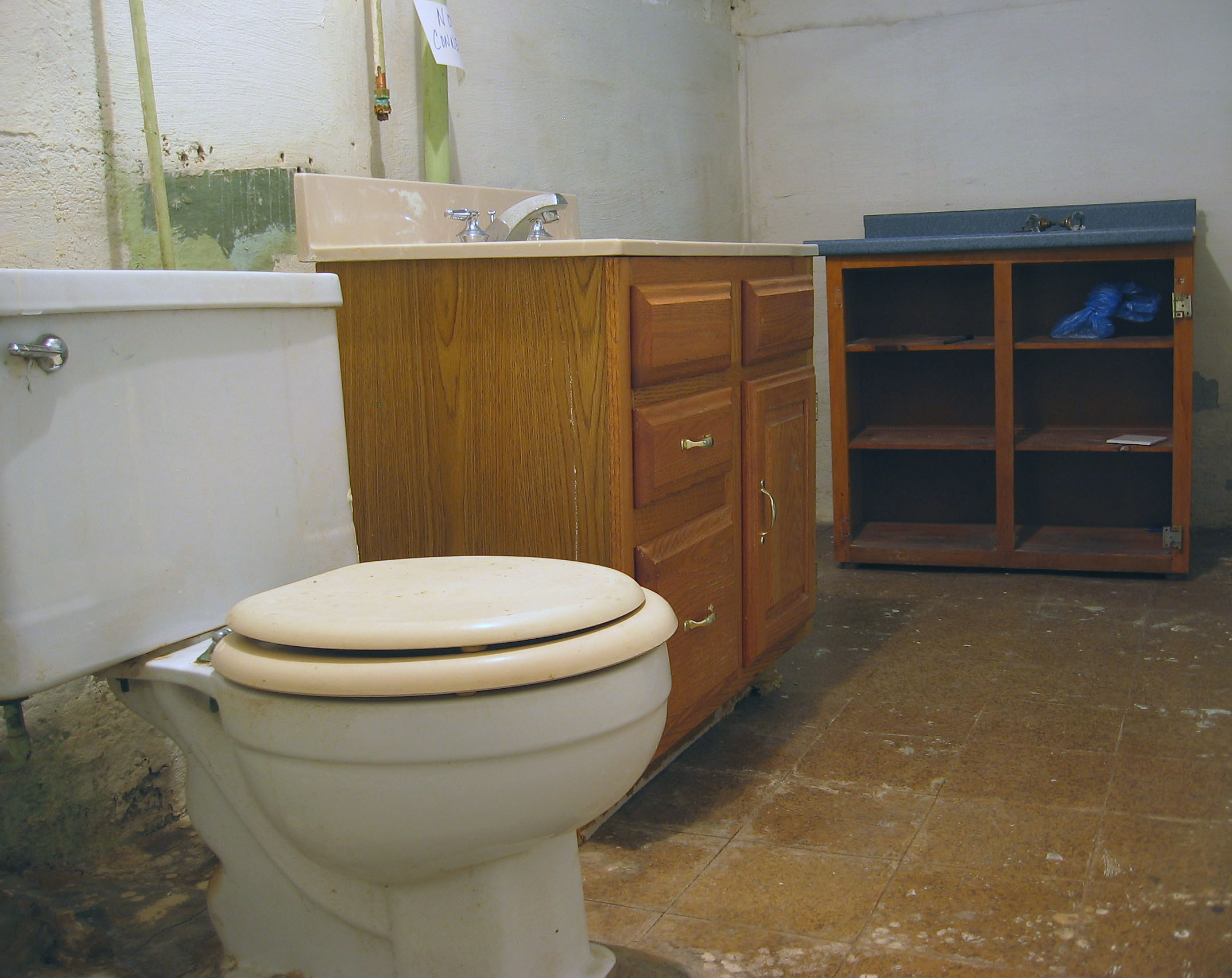
Pittsburgh toilet.

Un Pittsburgh toilet (littéralement « toilette de Pittsburgh »), ou Pittsburgh potty,, est un élément courant dans les maisons d'avant la Seconde Guerre mondiale construites à Pittsburgh et dans la région environnante, aux États-Unis. Il se compose d'une toilette à chasse d'eau ordinaire installée au sous-sol, sans murs d'enceinte. La plupart de ces toilettes sont associées à un appareil de douche sommaire et à un grand lavabo, toujours au sous-sol.
Comme l'ouest de la Pennsylvanie est une zone topographique escarpée, de nombreux sous-sols ont leur propre entrée, permettant aux propriétaires d'entrer depuis leur cour ou leur garage, et de se laver dans leur sous-sol avant de monter les escaliers et rejoindre leur maison, propre. C'est d'autant plus important que la région de Pittsburgh est connue pour son industrie, notamment minière.